# Carmen (film, 2022)
Pour plus de détails, voir Fiche technique et Distribution.
Carmen est un film dramatique, romantique et musical franco-australien de Benjamin Millepied, sorti en 2022.

## Synopsis
Carmen, une jeune mexicaine, après le décès de sa mère, tente de traverser la frontière et tombe sur une patrouille américaine. Aidan, jeune ex-marine qui est patrouilleur de la frontière, lui sauve la vie en tuant l’un des siens. À jamais liés par cette nuit tragique et désormais poursuivis par les forces de l’ordre, ils font route ensemble vers la Cité des Anges, affrontant leurs démons...

## Fiche technique
Sauf indication contraire, les informations mentionnées dans cette section peuvent être confirmées par les bases de données cinématographiques IMDb et Allociné,  présentes dans la section « Liens externes ».
- Titre original : Carmen
- Réalisation : Benjamin Millepied
- Scénario : Benjamin Millepied, Alexander Dinelaris et Loïc Barrère, d'après l’œuvre de Georges Bizet et Prosper Mérimée
- Musique : Taura Stinson, Lynn Fainchtein (supervision musicale), Nicholas Britell et Julieta Venegas
- Décors : Steven Jones-Evans
- Costumes : Emily Seresin
- Photographie : Jörg Widmer
- Montage : Dany Cooper
- Son : Yves-Marie Omnes
- Production : Rosemary Blight, Dimitri Rassam et Mimi Valdes
  - Production déléguée : Kylie Du Fresne, Helen Estabrook, Matthew Gledhill, Ben Grant, David Lancaster et Stephanie Wilcox
- Sociétés de production : Chapter 2, Goalpost Pictures Australia, TF1 Studio et Marvelous Productions
- Sociétés de distribution : Pathé
- Pays de production :  Australie et  France
- Langue originale : espagnol et anglais
- Format : couleur — 2,35:1
- Genre : drame romantique
- Durée : 116 minutes
- Dates de sortie :
  - Canada : 11 septembre 2022 (Toronto)
  - Australie : 26 octobre 2022 (Adélaïde)
  - France : 14 juin 2023

## Distribution
Sauf indication contraire ou complémentaire, les informations mentionnées dans cette section proviennent du générique de fin de l'œuvre audiovisuelle présentée ici.
- Melissa Barrera (VF : Charlotte D'Ardalhon) : Carmen
- Paul Mescal (VF : Alexis Ballesteros) : Aidan
- Rossy de Palma (VF : elle-même) : Masilda
- Elsa Pataky (VF : Dorothée Pousséo) : Gabrielle
- Nicole da Silva (VF : Isabelle Gardien) : Julieanne, soeur d'Aidan
- Benedict Hardie (VF : Jonathan Darona) : Mike
- The D.O.C. : Curry
- Richard Brancatisano : Pablo
- Tara Morice (VF : Florence Cabaret) : Marie